# 臥牛島区域
臥牛島区域（ワウドくいき）は、朝鮮民主主義人民共和国南浦特別市に属する区域。同市の西側にある。1983年に設置され、2004年に一旦廃止されたが、2010年に再設置された。

## 行政区画
18洞・5里を管轄する。
| - 芝山洞（チサンドン） - 麻沙洞（マサドン） - 南興洞（ナムンドン） - 龍井洞（リョンジョンドン） - 龍水洞（リョンスドン） - 南山洞（ナムサンドン） - 進水洞（チンスドン） - 西興洞（ソフンドン） - セギル洞（セギルトン） - 馬山洞（マサンドン） - 会倉洞（フェチャンドン） - 臥牛島洞（ワウドドン） - 鎮島洞（チンドドン） - 大代洞（テデドン） - 体育村洞（チェユクチョンドン） - 玉泉台洞（オクチョンデドン） - 閘門一洞（カンムニルトン） - 閘門二洞（カンムニドン） | - 花島里（ファドリ） - 新寧里（シルリョンニ） - 蘇康里（ソガンニ） - 嶺南里（リョンナムニ） - 松観里（ソングァンニ） |

## 歴史
出典:

### 1983年〜2004年
- 1983年 - 南浦直轄市南浦区域芝山洞・麻沙洞・南興洞・龍井洞・龍水洞・南山洞・進水洞・西興洞・セギル洞・馬山洞・会倉洞・臥牛島洞・鎮島洞・大代洞・花島里・新寧里・蘇康里・嶺南里をもって、臥牛島区域を設置。(14洞4里)
- 1988年7月 (15洞5里)
  - 黄海南道殷栗郡松観里を編入。
  - 嶺南里・蘇康里の各一部が合併し、閘門洞が発足。
- 1993年12月 (17洞5里)
  - セギル洞の一部が分立し、体育村洞が発足。
  - 大代洞の一部が分立し、玉泉台洞が発足。
- 1999年6月 (18洞5里)
  - 閘門洞が閘門一洞に改称。
  - 松観里の一部が分立し、閘門二洞が発足。
- 2004年1月9日 - 臥牛島区域廃止。
  - 芝山洞・麻沙洞・南興洞・龍井洞・龍水洞・南山洞・進水洞・西興洞・セギル洞・体育村洞・馬山洞・会倉洞・臥牛島洞・鎮島洞・大代洞・玉泉台洞・花島里・新寧里・蘇康里・嶺南里・閘門一洞・松観里・閘門二洞が新設の平安南道南浦特級市に編入。

### 2010年～
- 2010年 - 平安南道南浦特級市芝山洞・麻沙洞・南興洞・龍井洞・龍水洞・南山洞・進水洞・西興洞・セギル洞・体育村洞・馬山洞・会倉洞・臥牛島洞・鎮島洞・大代洞・玉泉台洞・花島里・新寧里・蘇康里・嶺南里・閘門一洞・松観里・閘門二洞をもって、南浦特別市臥牛島区域を設置。(18洞5里)

## 交通
- 平南線（平壌 - 温泉）
  - 徳洞駅 - 新寧里駅
- 西海閘門線（鉄鉱 - 新寧里）
  - 漢二川駅 - 松観駅 - 西海閘門駅 - 新寧里駅